# Вулиця Панянка (Полтава)
Вулиця Панянка — одна із вулиць Полтави, знаходиться у Шевченківському і Подільському районах. Пролягає від вулиці Пилипа Орлика до вулиці Миру. До вулиці Панянки прилучаються: Панянський бульвар — провулок Коперника — вулиці Шолом-Алейхема — Верховинця — Великорогізнянська — Героїв «Азову» і Зелений Острів.
Назву одержала від Панянського яру, що пролягав від корінного високого правого берега річки Ворскли до її русла. На його початку була збудована сторожова вежа, яка охороняла підступи до Полтавської фортеці. Пізніше яром проклали проїзд на греблю, що вела у с. Треби і далі на Харківський тракт. У XIX столітті схили яру почали забудовуватися, і утворилася вулиця, яка поєднувала територію Петровського базару і Панянську площу. На останній містився комплекс споруд міського водогону. Вулиця Панянка забудована житловими будинками.